# Gasej-Nunatak
Der Gasej-Nunatak (bulgarisch нунатак Газей nunatak Gasej) ist ein in nord-südlicher Ausrichtung 2,9 km langer, 0,83 km breiter und 1500 m hoher Nunatak in den Havre Mountains im Norden der Alexander-I.-Insel westlich der Antarktischen Halbinsel. Er ragt 6,15 km südsüdöstlich des Simon Peak, 14,5 km südwestlich des Mount Pontida und 8 km nördlich von Dint Island auf.
Britische Wissenschaftler kartierten ihn 1971. Die bulgarische Kommission für Antarktische Geographische Namen benannte ihn 2017 nach dem Berg Gasej im bulgarischen Piringebirge.